# Ophiomyxa brevirima
Ophiomyxa brevirima är en ormstjärneart som beskrevs av Hubert Lyman Clark 1915. Ophiomyxa brevirima ingår i släktet Ophiomyxa och familjen skinnormstjärnor. Inga underarter finns listade i Catalogue of Life.